# Limnophora conica
Limnophora conica este o specie de muște din genul Limnophora, familia Muscidae, descrisă de Stein în anul 1915. Conform Catalogue of Life specia Limnophora conica nu are subspecii cunoscute.